# مركز موران للفنون
مركز موران للفنون (المعروف سابقًا باسم مركز الفنون) هو متحف يقع في سانت بطرسبرغ، فلوريدا، الولايات المتحدة.
يعرض المركز أعمال الفنانين المحليين والوطنيين والدوليين. تضمنت العُروض السابقة أعمال الفنانين لجاسبر جونز ودنكان ماكليلان وأليسون ماساري وبيتر ماكس وبابس رينجولد وجون كانيكو.
كما تُقدَّمُ بعض الدروس الفنية.
يقع المركز تحديدًا في مركز المكان 719، مع معرضين إضافيين في سان بطرسبرج هما: مجموعة "Chihuly"، الواقعة في 720 Central Avenue، ومركز «موران»، الذي يقع في الشارع "420 22nd Street South".

## موجز
يركز مركز موران للفُنون، الذي يعود أصله إلى عام 1917 باسم نادي الفنون في سانت بطرسبرغ، على نهج مُبتكر موجه للمجتمع تُجاه الفن وتعليم الفن.
يقدم المركز برامج للبالغين وبرامج للأطفال وبرامج عائلية وبرامج الطفولة المُبكِّرة وبرامج صيفية لجذب المُبتدئين والطلاب المتقدمين على حد سواء. وتُقدِّم أيضًا برامج التوعية الأولية للشباب. 